# Leotelo I
Leotelo I (Leotelo 1) ist eine osttimoresische Aldeia im Suco Mauchiga (Verwaltungsamt Hatu-Builico, Gemeinde Ainaro). 2015 lebten in der Aldeia 709 Menschen.

## Geographie und Einrichtungen
Die Aldeia Leotelo I bildet den Großteil des Südens des Sucos Mauchiga. Westlich liegt die Aldeia Leotelo II und nördlich die Aldeia Goulora. Im Nordwesten grenzt Leotelo I an die Suco Nuno-Mogue, im Südwesten an das Verwaltungsamt Ainaro mit dem Suco Soro, im Südosten an das Verwaltungsamt Hato-Udo mit dem Suco Leolima und im Osten an die Gemeinde Manufahi mit dem Suco Rotuto (Verwaltungsamt Same). Die Grenze zu Soro bildet der Fluss Belulik. Im Nordosten liegt das Südende der Cablac-Berge mit Höhen über 2000 m. Der Gipfel des Halocmelalu (2115 m, 08° 58′ S, 125° 34′ O) befindet sich in Leotelo I.
Die einzige nennenswerte Siedlung ist das Dorf Leotelo, dessen Westteil zur Aldeia Leotelo II gehört. Im Ostteil, der zu Leotelo I gehört, befinden sich eine Kapelle und eine Mariengrotte.